# Koszmosz–158
A Koszmosz–158 (oroszul: Космос 158) a szovjet Ciklon navigációs rendszer műholdjának makettje volt, melyet a rendszer tesztelésére használtak.

## Küldetés
A Ciklon (oroszul: Циклон) szovjet műholdas navigációs rendszert az 1950-es években tervezték meg, 1962-ben hagyták jóvá a kivitelezés megkezdését. 1967-től 1978-ig 31 űreszközt állítottak pályára Kapusztyin Jar, illetve Pleszeck űrrepülőtérről. Modernizált típusa 1971-től került alkalmazására.
A műhold elsődleges feladata a tengeralattjárók helyzetének pontos meghatározása. Összehangolni a felszíni hajók (katonai és polgári), a tengeralattjárók, a hadászati repülőgépek pozícióit, alkalmazásuk hatékonyságát segíteni.

## Jellemzői
Üzemeltetője az védelmi minisztérium (oroszul: Министерство обороны (МО) СССР).
1967. május 15-én a Pleszeck űrrepülőtérről egy Koszmosz–3M (11K65M) segítségével indították magas Föld körüli (HEO = High-Earth Orbit) körpályára. Az orbitális egység alappályája 100,4 perces, 74,03 fokos hajlásszögű, elliptikus pálya-perigeuma 738 kilométer, apogeuma 822 kilométer volt. Hasznos terhe 750 kilogramm.
Az orbitális egység pályáját 7 alkalommal korrigálták, legutóbb 2011. január 1-jén. Átlagos pályaelemei: 100,26 perces, 74,04 fokos hajlásszögű, elliptikus pálya, perigeuma 730 kilométer, apogeuma 813 kilométer.
Az űreszköz hengeres testének átmérője 2 méter, magassága 2,035 méter. Felületére építették a napelemlapokat, hőmérséklet-érzékelőket. A sorozat felépítését, szerkezetét, alapvető fedélzeti rendszereit tekintve egységesített, szabványosított tudományos-kutató űreszköz. Áramforrása kémiai, illetve a felületét burkoló napelemek energia-hasznosításának kombinációja (kémiai akkumulátorok, napelemes energiaellátás – földárnyékban puffer-akkumulátorokkal). Tájolása háromtengelyes Föld-központú, passzív rendszer.
Szolgálati ideje ismeretlen.

## Külső hivatkozások
- Koszmosz–158. nasa.gov. (Hozzáférés: 2013. május 15.)
- Koszmosz–158. lib.cas.cz. [2013. október 13-i dátummal az eredetiből archiválva]. (Hozzáférés: 2013. május 15.)
- Koszmosz–158. astronautix.com. [2011. június 28-i dátummal az eredetiből archiválva]. (Hozzáférés: 2013. május 15.)